# Fakulta zdravotnických studií Univerzity Jana Evangelisty Purkyně
Fakulta zdravotnických studií (FZS) Univerzity Jana Evangelisty Purkyně v Ústí nad Labem (UJEP) je jednou z 8 fakult této univerzity, byla založena v roce 2012. Vznikla z Ústavu zdravotnických studií (ÚZS).
Fakulta zdravotnických studií (FZS), dříve Ústav zdravotnických studií (ÚZS), nabízí bakalářské i navazující magisterské studium. Pro bakalářské studium si uchazeči mohou vybrat mezi studijními programy Biomedicínská technika, Ergoterapie, Fyzioterapie, Ochrana a podpora zdraví, Pediatrické ošetřovatelství, Porodní asistence, Radiologická asistence, Všeobecné ošetřovatelství a Zdravotnické záchranářství. Navazující magisterské studium lze absolvovat v programech Organizace a rozvoj zdravotnických zařízení a Učitelství odborných předmětů pro zdravotnické školy.
FZS nabízí též standardní (placené) kurzy v rámci celoživotního vzdělávání (CŽV).

## Historie
FZS je aktivně se rozvíjející součástí UJEP. Vznik tehdejšího ÚZS v roce 2003 byl podmíněn novými oborovými požadavky na vzdělávání, spojenými se vstupem ČR do EU a požadavky zdravotnických pracovišť regionu. Terciární vzdělávání plynule navazuje na koncepci edukačního procesu zdravotnických oborů. Umožňuje získat způsobilost k výkonu nelékařských zdravotnických povolání a k výkonu činností souvisejících s poskytováním zdravotní péče.
V oblasti vědy a výzkumu se jednotlivé katedry orientují na problematiku danou svými specifickými obory edukace, konkrétně všemi teoretickými a klinickými zdravotnickými a ošetřovatelskými obory.
FZS (dříve ÚZS) působila od září 2008 do září 2022 v budově v ulici Velká Hradební 13, Ústí nad Labem, s prostory pro výuku také na adrese Velká Hradební 15. Nové působiště s sebou přineslo zvýšení kvality výuky a zjednodušení administrativy jak pro studenty, tak pro pracovníky fakulty. V roce 2020 byl položen základní kámen nového sídla fakulty v areálu ústecké Masarykovy nemocnice a 22. 9. 2022 proběhlo slavnostní otevření nové supermoderní budovy. 

## Členění
Mimo standardních součástí fakulty, tj. akademický senát fakulty, vědecká rada fakulty, děkanát, pracoviště tajemníka, sekce proděkanů, studijní oddělení, provozní (hospodářské) oddělení, sekretariáty, disciplinární komise, se fakulta skládá z následujících pracovišť, resp. součástí (katedry či kliniky):
- Katedra Ergoterapie (KE)[5]
- Katedra Fyzioterapie (KF)[6]
- Ošetřovatelství a porodní asistence (KO)[7]
- Katedra Specifických zdravotnických disciplín (KSZD)
- Katedra záchranářství, radiologie a biomedicínské techniky [KZR][8]
- Učitelství odborných předmětů (UCE)[9]
- Centrum informačních technologií (CIT)[10]
- Výzkumné centrum FZS[11]
- Simulační centra
- Kliniky[12]:
  - Klinika anesteziologie, perioperační a intenzivní medicíny
  - Klinika urologie a robotické chirurgie
  - Dětská klinika
  - Klinika úrazové chirurgie
  - Gynekologicko-porodnická klinika
  - Kardiologická klinika
  - Oční klinika
  - Radiologická klinika
  - Neurochirurgická klinika
  - Klinika ORL a chirurgie hlavy a krku
  - Neonatologická klinika
  - Ortopedická klinika
  - Klinika hrudní chirurgie
  - Psychiatrická klinika
  - Kardiochirurgická klinika
  - Onkologická klinika
- Ústav biomedicíny a laboratorní diagnostiky[13]

## Studijní programy a obory
- Katedra Ergoterapie (KE)[5]
  - Ergoterapie
- Katedra Fyzioterapie (KF)[6]
  - Fyzioterapie
- Katedra Ošetřovatelství (KO)
  - Všeobecné ošetřovatelství
  - Pediatrické ošetřovatelství
- Katedra Specifických zdravotnických disciplín (KSZD)
  - Ochrana a podpora zdraví
  - Porodní asistence
  - Organizace a rozvoj zdravotnických zařízení
  - Učitelství odborných předmětů pro zdravotnické školy
- Katedra záchranářství, radiologie a biomedicínské techniky (KZR)[8]
  - Biomedicínská technika
  - Radiologická asistence
  - Zdravotnické záchranářství

## Vedení fakulty[14]
- doc. PhDr. Michal Vostrý, Ph.D. – děkan
- RNDr. Karel Hrach, Ph.D. – proděkan pro studium
- PhDr. Mgr. Patrik Christian Cmorej, Ph.D. – proděkan pro vědu a zahraniční vztahy - statutární zástupce
- PhDr. Kateřina Tichá, Ph.D. – proděkan pro studium, odborný asistent
- Ing. Veronika Davídková, Ph.D. – tajemnice fakulty